# Long Duration Exposure Facility

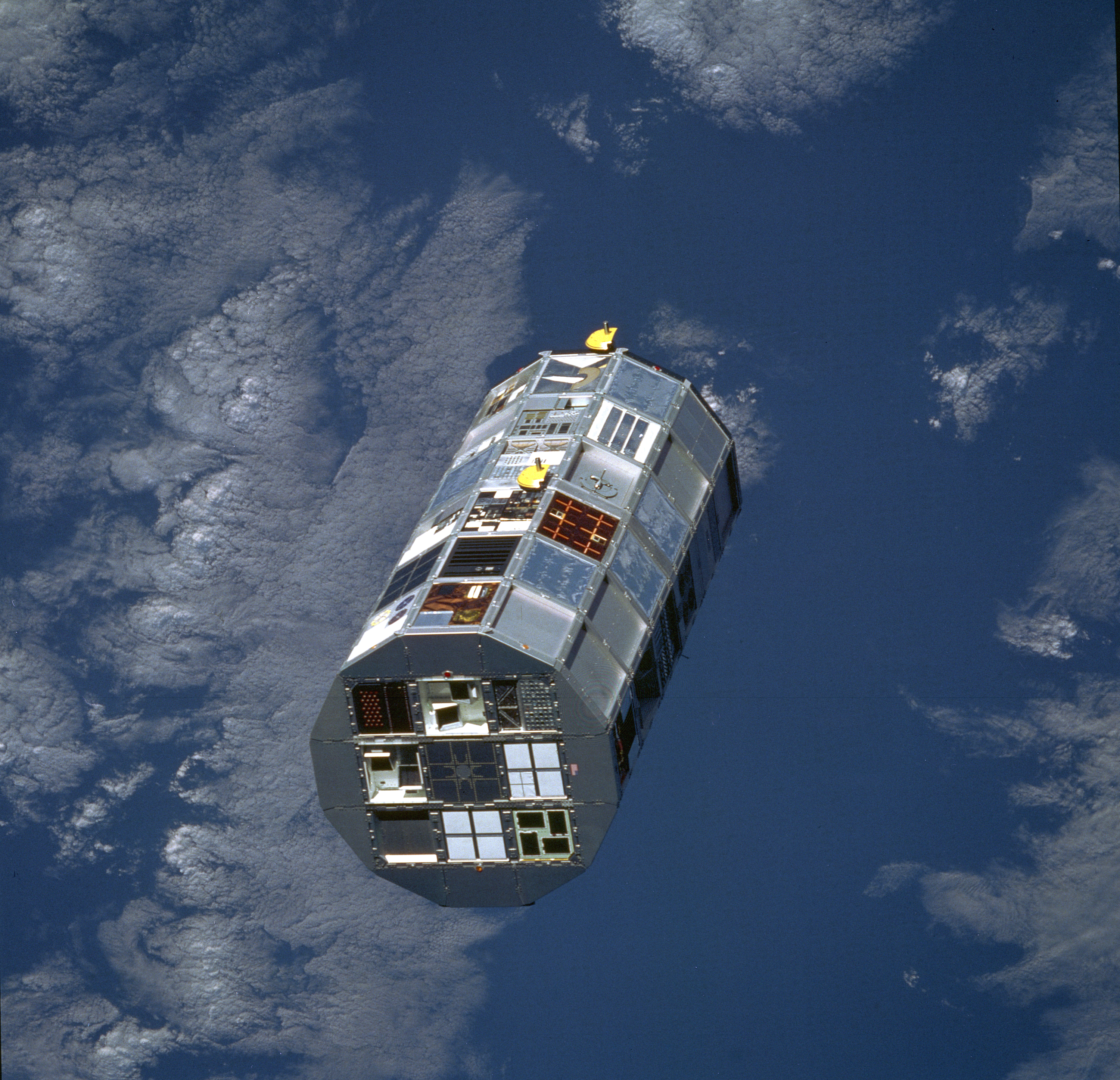
Le LDEF après son déploiement.

Le Long Duration Exposure Facility (LDEF) était un satellite artificiel de la NASA qui avait pour objectif d'exposer au vide spatial pendant une longue durée plusieurs expériences, pour être ensuite récupéré et ramené sur Terre.
Il a été lancé et récupéré par la navette spatiale américaine dans les années 1980 et est resté en orbite plus de cinq ans et demi.

## Description

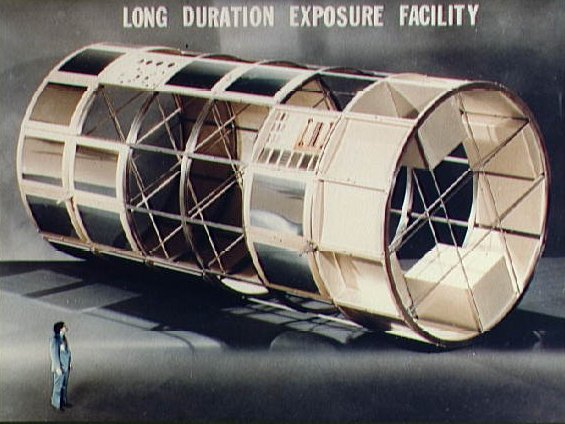
Concept du LDEF en 1976.

Les grandes lignes du projet LDEF concernant sa conception étaient qu'un maximum de surface soit exposée au vide spatial, que seulement la moitié du volume de la soute de la navette spatiale soit utilisée (de manière à pouvoir embarquer un autre engin spatial) et que la structure du LDEF soit réutilisable. LDEF devait également être peu coûteux, tant au niveau de la fabrication (des technologies et matériaux existants devaient donc être utilisés), que du coût de lancement (les matériaux utilisés devaient donc être légers).
Pour répondre aux contraintes concernant l'exposition des diverses expériences et matériaux au vide spatial et à sa taille, une structure quasi cylindrique de douze côtés, d'une longueur de 9,14 mètres (30 ft) et d'un diamètre de 4,27 mètres (14 ft) fut choisie. La masse totale de l'ensemble (expériences comprises) était légèrement supérieure à 9,7 tonnes (environ 21 400 lb), dont environ un peu plus de 4 tonnes (8 900 lb) pour le LDEF.

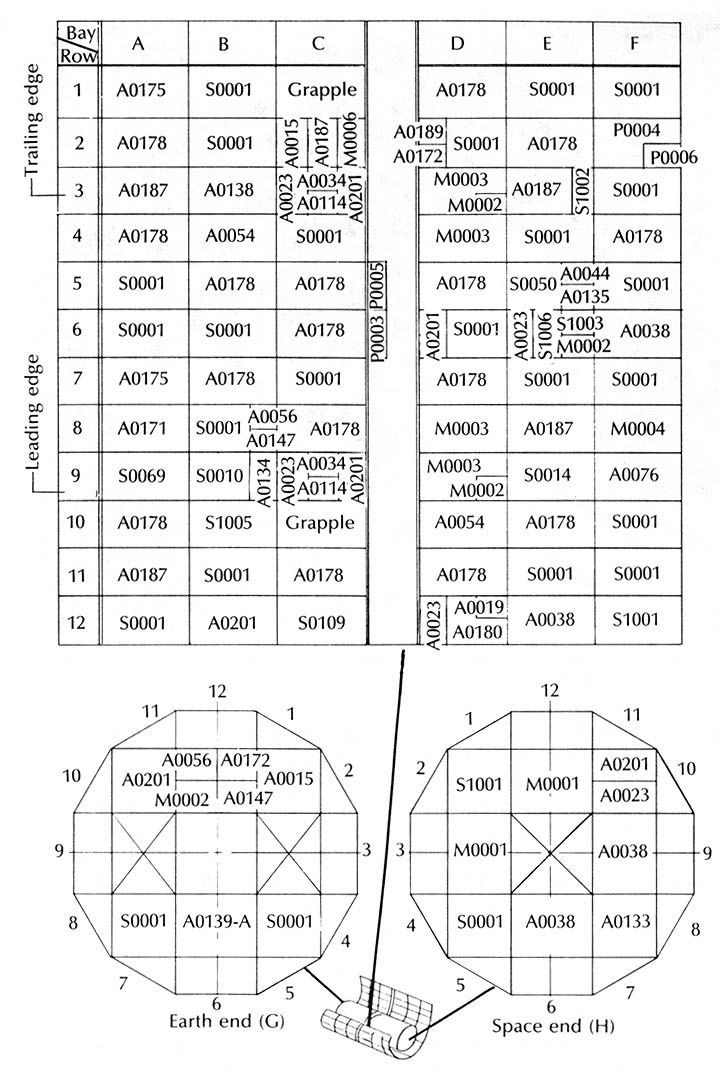
Disposition des cases à équipements et des expériences.

Les expériences étaient placées dans 86 cases à équipements rectangulaires en aluminium anodisé, mesurant un peu plus de 91 cm (3 ft) par 122 cm (4 ft), pour une profondeur de 91 cm (3 ft), ou 183 cm (6 ft) ou encore 366 cm (12 ft). Les cases à équipements recouvraient toute la surface du satellite et étaient réparties de la façon suivante :
- six par côtés, dont chaque côté était numéroté de 1 à 12 et une lettre allant de A à F pour chaque cases à équipement d'un même côté,
- six sur l'extrémité face à la Terre, désignées G2, G4, G6, G8, G10 et G12,
- huit pour l'autre extrémité, désignées H1, H3, H5, H6, H7, H9, H11 et H12.

Le LDEF était uniquement passif et à ce titre ne disposait d'aucun équipement de navigation, de télémesure ou de production d'électricité. Cependant, certaines expériences avaient des besoins d'enregistrement de données, pour cela, elles utilisaient un des sept modules EPDS (Experiment Power and Data System) qui contenait un enregistreur sur bande, une unité de traitement informatique et deux piles au lithium (LiSO2). Cinq modules EECC (Experiment Exposure Control Canister) permettaient à certaines expériences d'exposer un échantillon au vide spatial. Ces modules se présentaient sous la forme d'un tiroir qui s'ouvrait peu après le déploiement du LDEF et se refermait environ un an plus tard.

### Expériences
Au total, 57 expériences ont été embarquées à bord du LDEF, impliquant des entreprises privés, des universités, mais également des pays autre que les États-Unis : Allemagne, Canada, Danemark, France, Irlande, Pays-Bas, Suisse et Royaume-Uni. Toutes ces expériences couvraient un large domaine scientifique, mais également technique. Elles étaient regroupées au sein de quatre catégories :
- matériaux, revêtements et systèmes d'isolation thermique,
- énergie et propulsion,
- science,
- électronique et optique.

## Histoire

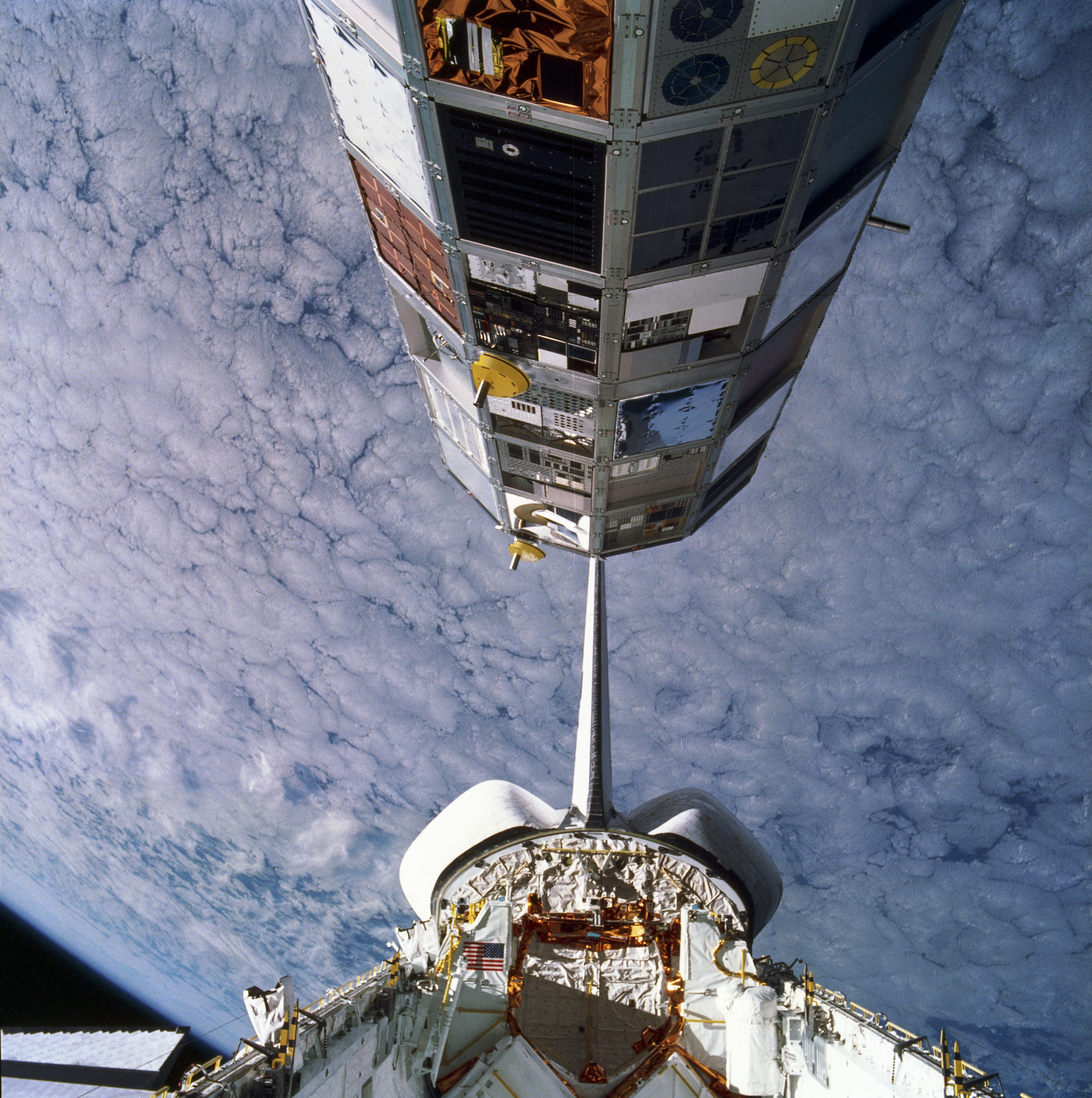
Le LDEF en cours de déploiement.

Dès 1970, le Langley Research Center (LaRC) propose le concept du Meteoroid and Exposure Module (MEM), un précurseur de charge utile qui devient par la suite le LDEF. Cette idée est venue à l'esprit des chercheurs à la suite du lancement du programme de la navette spatiale américaine, qui pouvait mettre sur orbite une importante charge utile.
C'est en juin 1974 qu'est approuvé LDEF, qui doit rester environ un an dans l'espace. La conception et la fabrication du satellite se déroulent de janvier 1976 à août 1978 par le LaRC.
Le lancement a lieu le 6 avril 1984 à bord de la navette spatiale Challenger (mission STS-41-C), pour être déployé le lendemain.
Alors qu'il ne devait rester qu'environ onze mois en orbite, pour un retour prévu le 19 mars 1985, des retards et des changements de calendrier dans le lancement des navettes spatiales, mais surtout l'explosion de la navette Challenger, le 28 janvier 1986 ont retardé sa récupération. LDEF ne fut récupéré que le 12 janvier 1990, pour un retour sur Terre le 20 janvier, par la navette Columbia (mission STS-32). Finalement, LDEF est resté environ 5,7 années en orbite terrestre, a effectué 32 422 révolutions, à une orbite oscillant entre 580  et   332 kilomètres.

### Récupération et examen

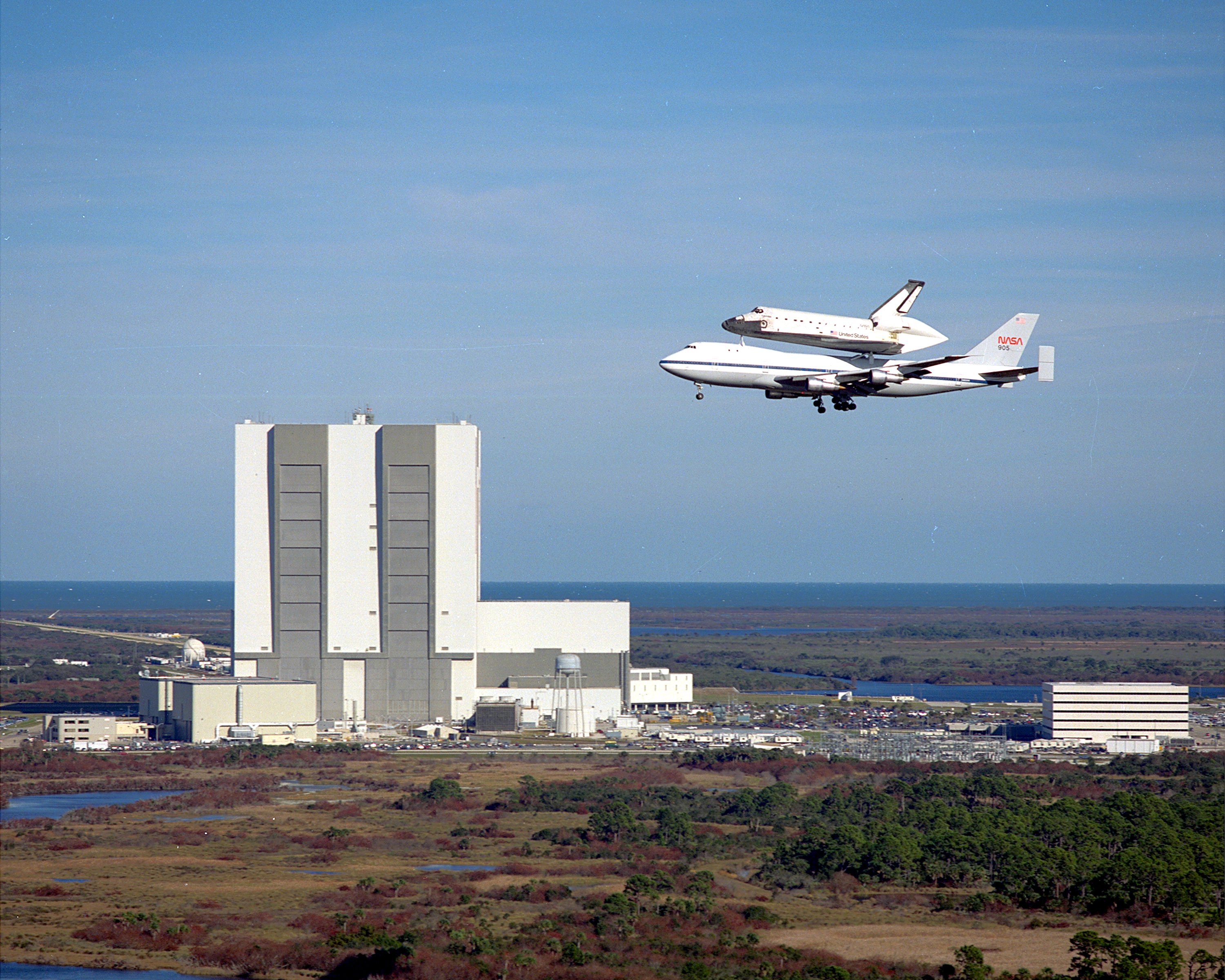
La navette Columbia de retour au Centre spatial Kennedy, avec à son bord le LDEF et en arrière-plan le bâtiment d'assemblage des navettes.

Lors de la mission de récupération, la NASA a pris un maximum de précautions pour ne pas contaminer ou endommager le LDEF. Ce dernier est récupéré par le bras manipulateur de la navette spatiale et est ensuite photographié, ainsi que les expériences, sous de nombreux angles.

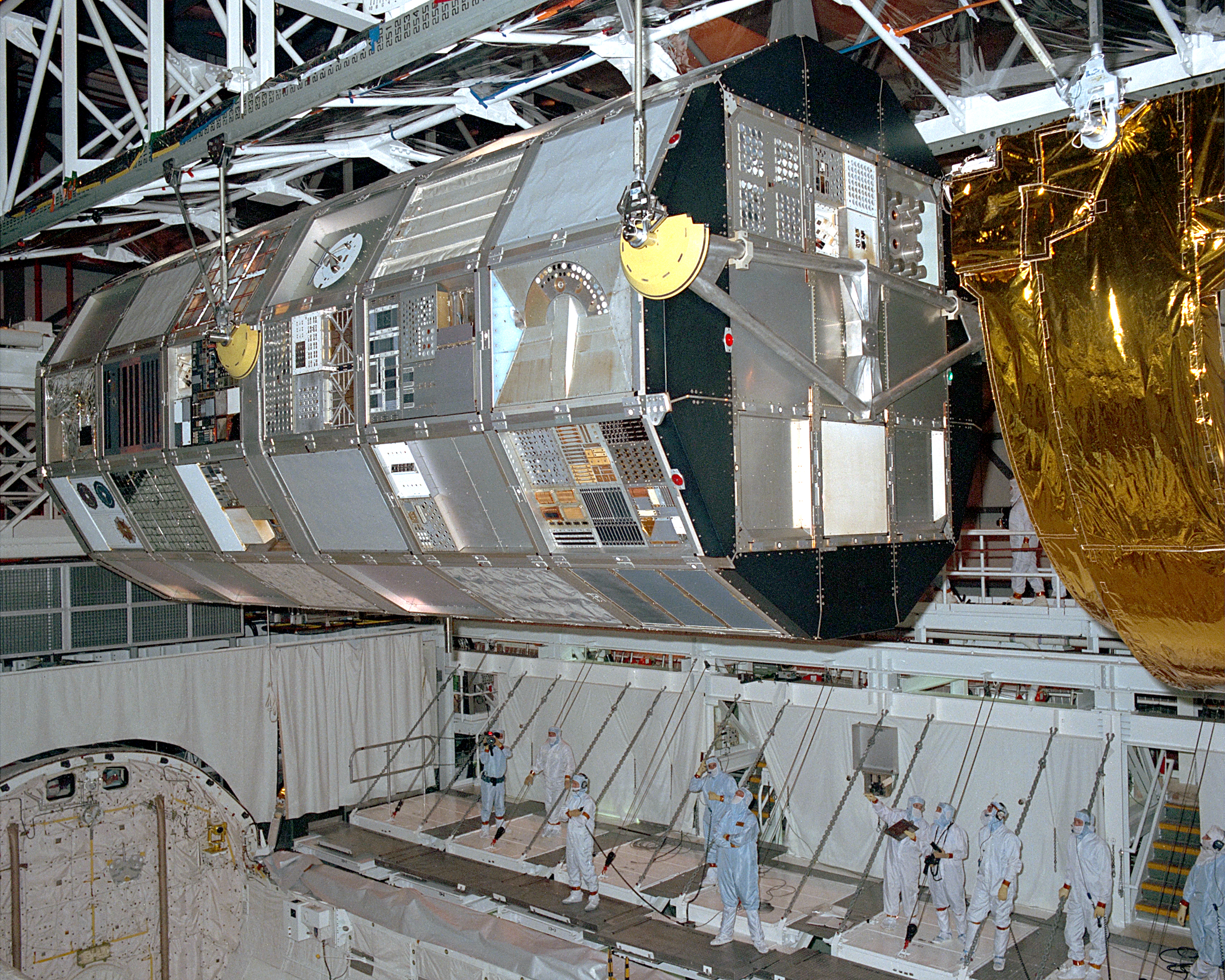
Extraction du LDEF de la navette Columbia.

La navette Columbia, avec toujours à son bord le LDEF retourne au Centre spatial Kennedy en Floride le 26 janvier, sur un Boeing 747 modifié, le Shuttle Carrier Aircraft. Toujours en évitant au maximum d'éventuelles contaminations, le LDEF est retiré de la baie de stockage de Columbia le 30 et 31 janvier pour être placé dans le bâtiment des opérations et vérifications (Operations and Checkout Building, ou O&C).
Du 5 au 22 février a lieu la phase de récupération des expériences dans le bâtiment SAEF-2 (Spacecraft Assembly and Encapsulation Facility-2). C'est durant cette phase que le LDEF, ainsi que les cases à équipements, sont analysés, en mesurant notamment le niveau de radiation ainsi que le taux de contamination, et photographiés pour mettre en évidence les traces laissées par les impacts des débris spatiaux et des micrométéorites. Du 23 février au 29 mars, les expériences sont envoyées, ainsi que toutes les informations et photos collectées par la NASA lors de leur extraction, aux institutions et entreprises auxquelles elles appartiennent. Puis d'avril à mai, la structure du LDEF est démontée et étudiée.
Tous ces examens ont permis de mieux comprendre l'environnement spatial. Le fait que le LDEF garde une orientation stable par rapport à la Terre a permis d'établir des modèles sur le comportement des différents débris spatiaux et micrométéorites orbitant en orbite terrestre basse. La charge et la direction des particules ont également été mesurées, ce qui a été une source importante pour la mise au point de modèles. Modèles qui sont utilisés par la suite par les concepteurs de satellites et autres engins spatiaux.
Trois conférences ont eu lieu pour présenter les résultats des examens pratiqués sur les expériences embarquées à bord du LDEF, ainsi que sur l'état de ce dernier et les connaissances acquises concernant l'environnement spatial en orbite basse :
- du 2 au 8 juin 1991 à Kissimmee en Floride
- du 1er au 5 juin 1992 à San Diego en Californie
- du 8 au 12 novembre 1993 à Williamsburg en Virginie

## Sources
- (en) Site officiel
- (en) Les expériences du LDEF